# Traminda elbaensis
Traminda elbaensis är en fjärilsart som beskrevs av Hans Rebel 1948. Traminda elbaensis ingår i släktet Traminda och familjen mätare. Inga underarter finns listade i Catalogue of Life.